# RSTAB
RSTAB ist ein 3D-Statik-Programm, das sich für die Berechnung von Stabwerken eignet, die in der Regel auch als Tragwerk fungieren. Das Programm berechnet Schnittgrößen, Verformungen und Lagerreaktionen eines zuvor vom Anwender definierten Modells.
Für die Berechnung des Einflusses verschiedener Kräfte beziehungsweise Lasten auf das Stabbauwerk sind mehrere, wahlweise miteinander kombinierbare Lastfälle (LF) definierbar. Es können sowohl statische als auch dynamische Lasten wie z. B. Schwingungen simuliert und dargestellt werden.
Typische Einsatzgebiete sind die Modellierung von Brücken- und Gebäudetragwerken, zu denen auch offene Dachkonstruktionen von Stadien oder Aussichtstürmen zählen können.

## BIM-Integration
RSTAB verfügt wie auch RFEM über diverse Schnittstellen für den Datenaustausch im Rahmen des BIM-Prozesses.

## Material- und Querschnitts-Bibliotheken, Lastgenerierung
Die Bibliotheken von RSTAB umfassen verschiedene Arten und Querschnitte von Beton, Stahl, Aluminium und Holz. Zusätzlich stehen beliebige offene und geschlossene dünnwandige oder massive Profile aus dem Programm RSECTION zur Verfügung.
Mit in RSTAB integrierten Tools lassen sich Wind-, Schnee- und andere Lasten erzeugen sowie Flächenlasten in Stablasten umwandeln. Durch integrierte CFD-Windsimulation können zudem Windlasten über das Programm RWIND generiert werden.